# دونوفان ليسكوت
دونوفان ليسكوت (بالإنجليزية: Donovan Lescott)‏ هو لاعب كرة قدم إنجليزي، يلعب في خط الوسط لنادي بلاكبول.